# Campionati finlandesi di ski cross
I Campionati finlandesi di ski cross sono stati una competizione sciistica che si svolge ogni anno, generalmente nel mese di marzo o aprile. Sono organizzati dalla Federazione finlandese di sci e decretano il campione e la campionessa finlandesi di ski cross.

## Albo d'oro
| Edizione | Uomini        | Donne         |
| -------- | ------------- | ------------- |
| 2014     | Oskar Svels   | Non disputati |
| 2015     | Non disputati | Non disputati |
| 2016     | Non disputati | Non disputati |
| 2017     | Non disputati | Non disputati |
| 2018     | Non disputati | Non disputati |
| 2019     | Non disputati | Non disputati |
| 2020     | Non disputati | Non disputati |
| 2021     | Non disputati | Non disputati |
| 2022     | Non disputati | Non disputati |
| 2023     | Non disputati | Non disputati |
| 2024     | Non disputati | Non disputati |